# Interpretatio graeca
L'interpretatio graeca è il termine latino indicante la comune tendenza degli scrittori dell'antica Grecia ad equiparare le divinità straniere a quelle del loro pantheon. Erodoto, ad esempio, riferendosi agli antichi dei egiziani Amon, Osiride e Ptah, li chiama "Zeus", "Dionisio" ed "Efesto".

## Versione romana
L'equivalente pratica romana era chiamata interpretatio romana. Il primo uso di questa frase venne fatto da Tacito nel libro Germania, nel quale racconta del bosco sacro di Naarvali, dicendo "Praesidet sacerdos muliebri ornatu, sed deos interpretatione Romana Castorem Pollucemque memorant" ("un sacerdote presiede in vestiti di donna, ma nell'interpretazione dei romani, loro venerano gli dei Castore e Polluce"). Altrove dice che i capi degli dèi degli antichi Germani erano Ercole e Mercurio, riferendosi rispettivamente a Thor e Odino.

## Corrispondenze
Corrispondenze tra alcune divinità di alcune mitologie del mondo antico secondo le interpretazioni greca e romana:
| Mitologia greca     | Mitologia romana   | Mitologia etrusca | Mitologia egizia | Mitologia celtica     | Mitologia norrena |
| ------------------- | ------------------ | ----------------- | ---------------- | --------------------- | ----------------- |
| Zeus                | Giove              | Tinia             | Amon             | Taranis               | Thor              |
| Era                 | Giunone            | Uni               |                  |                       | Frigg             |
| Poseidone           | Nettuno            | Nethuns           | Sobek            | Llyr                  | Aegir             |
| Ade (divinità)      | Plutone (divinità) | Aita              | Osiride          |                       | Hel (divinità)    |
| Persefone           | Proserpina         | Phersipnai        |                  |                       |                   |
| Ares                | Marte              | Maris             | Montu/Onuris     | Toutatis              | Týr               |
| Afrodite            | Venere             | Turan             | Hathor           | Branwen               | Freia             |
| Ermes               | Mercurio           | Turms             | Thot             | Esus, Lugus           | Odino             |
| Apollo              | Apollo             | Aplu              | Horus            | Granno, Borvo, Beleno |                   |
| Efesto              | Vulcano            | Velchans          | Ptah             | Gobannus              |                   |
| Demetra             | Cerere             | Zerere            | Iside            |                       |                   |
| Dioniso             | Bacco              | Fufluns           | Osiride          |                       |                   |
| Adone               | Adone              | Atunis            | Osiride          | Sucellos              | Freyr             |
| Atena               | Minerva            | Menrva            |                  | Sulis, Brigid         |                   |
| Estia               | Vesta              |                   | Anuqet           | Belisma               |                   |
| Artemide            | Diana              | Artume            | Bastet           |                       |                   |
| Caronte (mitologia) |                    | Charun            | Anubi            |                       |                   |
| Eracle              | Ercole             | Hercle            | Hershef          | Ogmios                | Thor              |
| Sileno              | Silvano            | Selvans           |                  | Sucellos              |                   |

## Difficoltà e cautele
Georges Dumézil osserva che anche se alcuni studiosi antichi espressero dubbi sulla correttezza di queste equivalenze, in generale, nell'antichità, questi scrupoli vennero rapidamente rimossi. Tra le divinità romane, l'adozione della mitologia della divinità greca potrebbe aver portato in parte a nascondere o alterare la natura originaria degli dèi latini. A volte, «a partire da una corrispondenza parziale, l'identificazione ha dispiegato le sue conseguenze a costo di correzioni e innovazioni a catena».
Così, ad esempio, Giunone che, in origine, non sempre era vista come la moglie di Giove. La coppia formata da Giove e Giunone fu creata solo successivamente secondo l'immagine della coppia sovrana del pantheon greco; che fece di Giunone, sotto l'influsso di Era, una dea del matrimonio. Così anche per Vulcano, antico Fuoco divino di Roma che, originariamente legato alla guerra, deve la sua funzione di fabbro solo alla sua identificazione con Efesto. L'interpretatio romana ne fece il dio dei fabbri, dei metalli e di tutti i materiali che bruciano.